# Tachiramantis
A Tachiramantis a kétéltűek (Amphibia) osztályába, a békák (Anura) rendjébe és a Craugastoridae családba, azon belül a Ceuthomantinae alcsaládba tartozó nem.

## Nevének eredete
Nevét egyik élőhelyéről a Táchira mélyföldről kapta.

## Előfordulása
A nembe tartozó fajok Venezuelában és Kolumbiában honosak.

## Rendszerezés
A nembe az alábbi fajok tartoznak:
- Tachiramantis douglasi (Lynch, 1996)
- Tachiramantis lassoalcalai (Barrio-Amorós, Rojas-Runjaic, and Barros, 2010)
- Tachiramantis lentiginosus (Rivero, 1984)
- Tachiramantis prolixodiscus (Lynch, 1978)